# حزقيال بابلو أريناس
حزقيال بابلو أريناس (بالإسبانية: Juan Pablo Arenas Núñez)‏ هو لاعب كرة قدم تشيلي، ولد في 22 أبريل 1987 في سانتياغو في تشيلي. لعب مع ديبورتيس ماجالانز وكولو-كولو.

## وصلات خارجية
- حزقيال بابلو أريناس على موقع الاتحاد الدولي (مؤرشف)  (الإنجليزية)
- حزقيال بابلو أريناس على موقع قاعدة بيانات كرة القدم.إي يو (الإنجليزية)
- حزقيال بابلو أريناس على موقع Soccerway.com (الإنجليزية)
- حزقيال بابلو أريناس على موقع عالم كرة القدم.نت (الإنجليزية)